# Derek Porter
Derek Porter (Belfast, 2 november 1967) is een Canadees voormalig roeier. Porter maakte zijn debuut met een achtste plaatss in de twee-zonder-stuurman tijdens de wereldkampioenschappen roeien 1989. Porter maakte zijn olympische debuut met een gouden medaille in de acht tijdens de Olympische Zomerspelen 1992. Na afloop van deze Olympische Spelen maakte Porter de overstap naar de skiff. Tijdens de wereldkampioenschappen roeien 1993 werd Porter kampioen in de skiff. Bij Porter zijn tweede olympische optreden tijdens de Olympische Zomerspelen 1996 behaalde hij de zilveren medaille achter de Zwitser Xeno Müller. Vier jaar later in 2000 viel Porter met een vierde plaats in de Skiff net buiten de medailles.

## Resultaten
- Wereldkampioenschappen roeien 1989 in Bled 8e in de twee-zonder-stuurman
- Wereldkampioenschappen roeien 1990 in Barrington  in de acht
- Wereldkampioenschappen roeien 1991 in Wenen  in de acht
- Olympische Zomerspelen 1992 in Barcelona  in de acht
- Wereldkampioenschappen roeien 1993 in Račice  in de skiff
- Wereldkampioenschappen roeien 1994 in Indianapolis 8e in de skiff
- Wereldkampioenschappen roeien 1995 in Tampere 7e in de skiff
- Olympische Zomerspelen 1996 in Atlanta  in de skiff
- Wereldkampioenschappen roeien 1997 in Aiguebelette-le-Lac 12e in de skiff
- Wereldkampioenschappen roeien 1998 in Keulen 13e in de skiff
- Wereldkampioenschappen roeien 1999 in St. Catharines  in de skiff
- Olympische Zomerspelen 2000 in Sydney 4e in de skiff

1900: Carr & DeBaecke & Exley & Geiger & Hedley & Juvenal & Lockwood & Marsh & Abell ·
1904: Cresser & Gleason & Schell & Flanagan & Armstrong & Lott & Dempsey & Exley & Abell ·
1908: Gladstone & Kelly & Johnstone & Nickalls & Burnell & Sanderson & Etherington-Smith & Bucknall & Maclagan ·
1912: Burgess & Swann & Wormald & Horsfall & Gillan & Garton & Kirby & Fleming & Wells ·
1920: Jacomini & Graves & Jordan & Moore & Sanborn & Johnston & Gallagher & King & Clark ·
1924: Carpenter & Kingsbury & Lindley & Miller & Rockefeller & Sheffield & Spock & Wilson & Stoddard ·
1928: Stalder & Brinck & Frederick & Thompson & Dally & Workman & Caldwell & Donlon & Blessing ·
1932: Salisbury & Blair & Gregg & Dunlap & Jastram & Chandler & Tower & Hall & Graham ·
1936: Morris & Day & Adam & White & McMillin & Hunt & Rantz & Hume & Moch ·
1948: I. Turner & D. Turner & Hardy & Ahlgren & Butler & Brown & Smith & Stack & Purchase ·
1952: Shakespeare & Fields & Dunbar & Murphy & Detweiler & Proctor & Frye & Stevens & Manring ·
1956: Charlton & Wight & Cooke & Beer & Esselstyn & Grimes & Wailes & Morey & Becklean ·
1960: Rulffs & Schröder & F. Schepke & K. Schepke & von Groddeck & Hopp & Bittner & Lenk & Padge ·
1964: J. Amlong & T. Amlong & Budd & Clark & Cwiklinski & Foley & Knecht & Stowe & Zimonyi ·
1968: Meyer & Schreyer & Henning & Hottenrott & Ulbricht & Hirschfelder & Siebert & Ott & Tiersch ·
1972:  Hurt & Veldman & Joyce & Hunter & Wilson & Earl & Coker & Robertson & Dickie ·
1976: Baumgart & Döhn & Klatt & Lück & Wendisch & Kostulski & Karnatz & Prudöhl & Danielowski ·
1980: Krauß & Koppe & Kons & Friedrich & Doberschütz & Karnatz & Dühring & Höing & Ludwig ·
1984: Turner & Neufeld & Evans & Main & Steele & Evans & Crawford & Horn & McMahon ·
1988: Maennig & Möllenkamp & Mellinghaus & Schultz & Wessling & Eichholz & Domian & Rabe & Klein ·
1992: Wallace & Robertson & Forgeron & Barber & Marland & Rascher & Crosby & Porter & Paul ·
1996: Zwolle & Simon & Bartman & Maasdijk & Van der Zwan & Van Steenis & Florijn & Rienks & Duyster ·
2000: Lindsay & Hunt-Davis & Dennis & Attrill & Grubor & West & Scarlett & Trapmore & Douglas ·
2004: Read & Allen & Ahrens & Hansen & Deakin & Beery & Hoopman & Volpenhein & Cipollone ·
2008: Light & Rutledge & Byrnes & Wetzel & Howard & Seiterle & Kreek & Hamilton & Price ·
2012: Adamski & Kuffner & Johannesen & Reinelt & Schmidt & Müller & Mennigen & Wilke & Sauer ·
2016: Durant & Ransley & Triggs Hodge & Gotrel & Reed & Bennett, Langridge & Satch & Hill ·
2020: Mackintosh & Bond & Murray & Brake & Williamson & Wilson & Kirkham & Macdonald & Bosworth ·
2024: Bolding & Carnegie & Gibbs & Ford & Dawson & Elwes & Digby & Rudkin & Brightmore